# Зефир дубовый
Зефир дубовый или хвостатка дубовая (Favonius quercus = Neozephyrus quercus) — дневная бабочка из семейства голубянок.
Этимология латинского названия: quercus (с латинского) — дуб, одно из кормовых растений гусениц.

## Описание

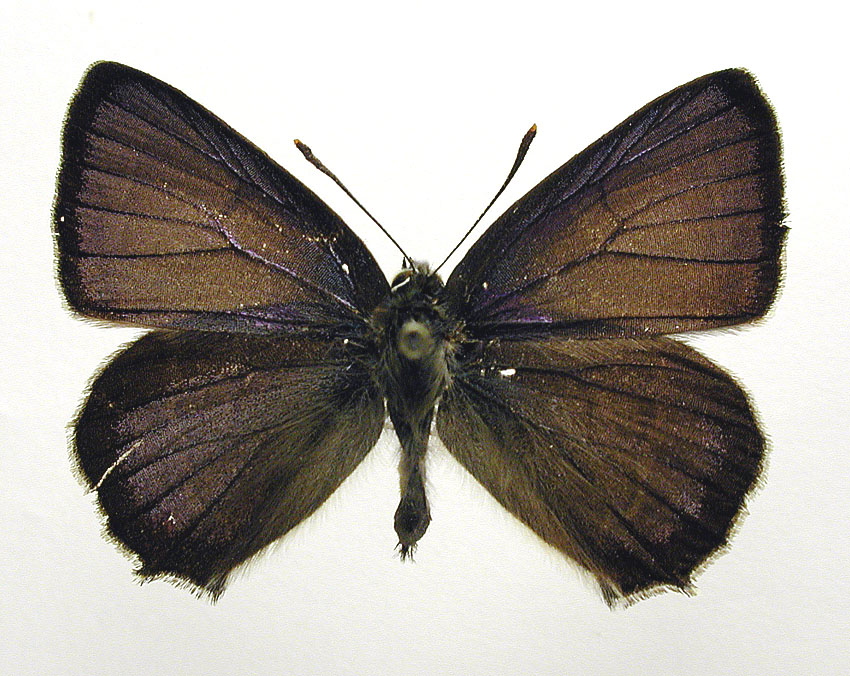
Самец

Длина переднего крыла: 13—17 мм. Верхняя сторона крыльев самцов бархатисто-коричневая, с ярко-синим отливом, видимым под определённым углом, с чёрно-бурой каймой. Основной фон окраски крыльев самки — чёрный, крупное синее поле преимущественно у основания передних крыльев. Нижняя сторона крыльев у обоих полов серого цвета с заметной белой линией на обоих крыльях и оранжевым пятном у «хвостиков» на задних крыльях.

## Ареал
Европа (кроме крайнего севера) Кавказ и Закавказье, Передняя Азия, Западный Казахстан, Северная Африка. Встречается на большей части территории Восточной Европы, за исключением крайнего севера и ряда засушливых районов юго-востока европейской части России и Украины. На севере Беларуси встречается единичными экземплярами. Редок в Прибалтике. В горах Большого Кавказа встречается на высотах до 1500 м над ур. м.
Населяет дубовые леса с примесью любых лиственных либо хвойных пород, редколесья, заросли кустарниковой растительности, лесополосы. Чаще встречается по берегам рек или водоёмов.

## Биология

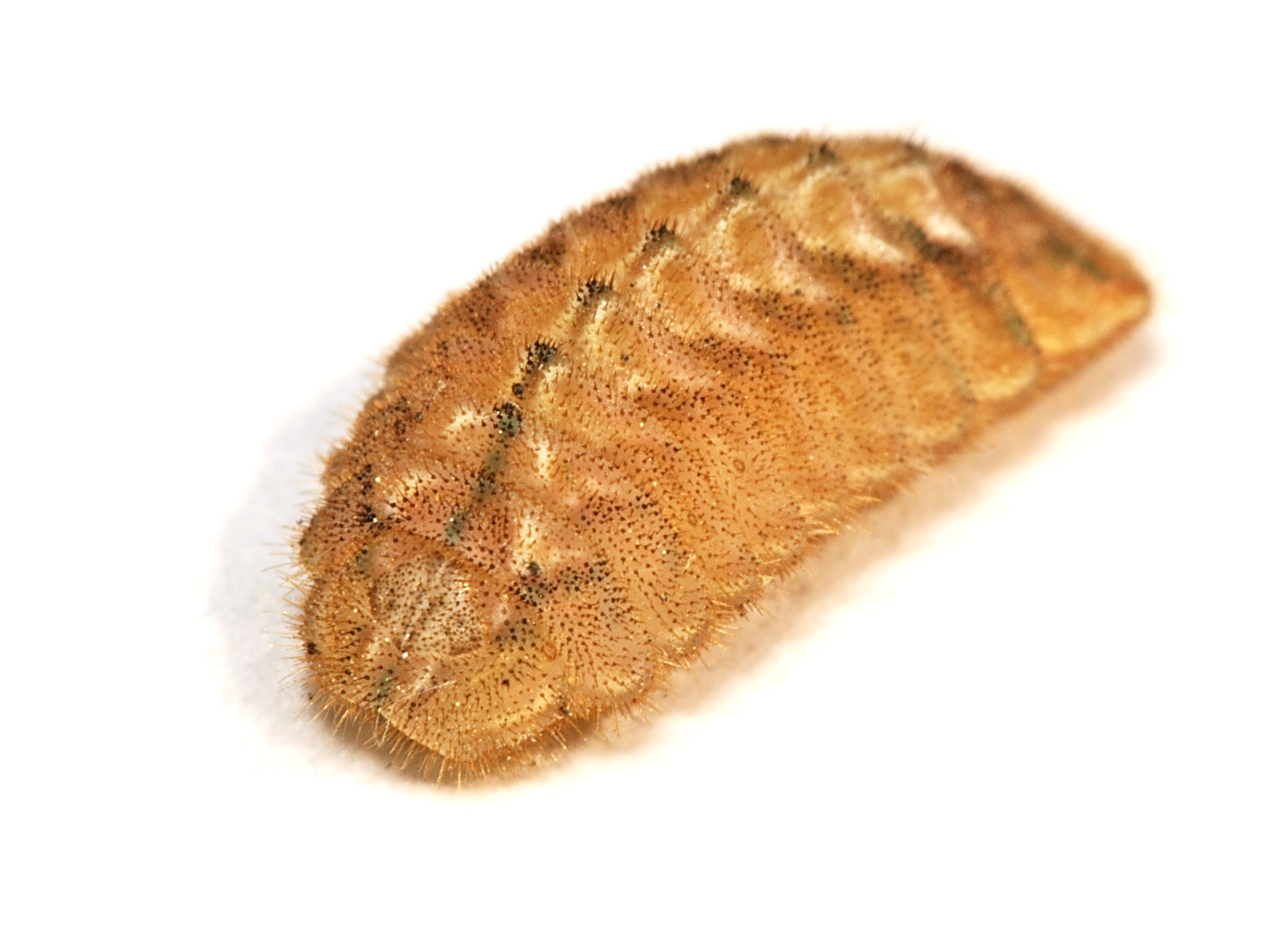
Гусеница

Развивается в одном поколении за год. Время лёта с конца июня до начала августа.
Бабочки тенелюбивы и преимущественно держатся под пологом леса либо в кронах деревьев и кустарников (особенно самки), преимущественно дуба. Самцы охраняют свою индивидуальную территорию, прогоняя с неё других бабочек.
Самка после спаривания откладывает яйца поодиночке (либо порой по 2—3 штуки) на молодые веточки у основания почек. Зимует на стадии яйца. Гусеницы питаются почками и листьями многочисленных пород деревьев и кустарников:
дуб, дуб черешчатый, черёмуха, яблоня, малина, яблоня домашняя, ясень, лещина обыкновенная.
Стадия гусеницы с конца апреля по июнь. Сперва гусеницы питаются почками, а затем молодыми побегами и молодыми листьями; спорадически хищничают. Окукливание на земле в подстилке из сухих листьев около стволов деревьев либо на ветвях в паутинном коконе. Стадия куколки около 14 дней.